# كأس القارات لكرة السلة 2013
كأس القارات لكرة السلة 2013 هو الموسم 22 من  كأس القارات لكرة السلة. أشرف على تنظيمه الاتحاد الدولي لكرة السلة، وفاز فيه نادي أولمبياكوس لكرة السلة.